# Kalibugan
Els Kalibugan (o Kolibugan) són un poble musulmà de les Filipines, de l'illa de Mindanao. Viuen en petits poblats de la costa occidental, a la península de Zamboanga i són uns quinze mil. El seu nom significa "casta barrejada" i fa referència al fet que el poble va sorgir dels matrimonis entre els subanum i els tausug i samal (grup dels sama bangingi); els nou nats esdevenien musulmans i es mantenien separats dels subanum no musulmans. Els principals pobles són Siocon (més de dos mil habitants), Sirawai (més de dos mil habitants) i Sibuco (prop de dos mil habitants).
Le seva cultura i llenguatge està emparentat amb els subanum, amb aportacions dels tausug i samal. La llengua més propera és el subanum però els dos pobles tenen dificultats per entendre la llengua de l'altra. Els kalibugan conserven la mateixa organització social que els subanum amb els clans però amb menys inclinacions polítiques. El nom Kalibugan s'aplica actualment també a tots els subanum que es casen amb musulmans.